# Café Royal Cocktail Book
El Café Royal Cocktail Book es un libro de recetas de cócteles compilada por William J. Tarling y publicada por el UK Bartenders Guild en 1937. Contiene una serie de recetas pioneras, incluido el Siglo XX o el Matador y lo que más tarde se convertiría en el trago Margarita.

## Contenido
El libro se centra en los cócteles desarrollados en las décadas de 1920 y 1930, así como en aquellos ya aprobados, desarrollados y utilizados por miembros del Bartender's Guild. También contiene algunas de las recetas más antiguas conocidas para una variedad de cócteles. Menos de 25 copias fueron publicadas originalmente por el gremio.
Tarling compiló el libro para recaudar fondos para el fondo de enfermedad del gremio y el fondo del club deportivo del Café Royal mientras se desempeñaba como jefe de camareros en el Café Royal.

## Cócteles notables
En el libro se detallan varios cócteles notables, incluida la primera receta registrada del Siglo XX, varias referencias al absenta y algunas de las primeras recetas conocidas de bebidas hechas con tequila y vodka. Una referencia temprana a un posible precursor de la Margarita estaba en el libro, donde se llamaba Picador, que no requería un vidrio con borde de sal, pero usaba casi la misma proporción 7:4:3 (2:1:1 en el libro) de tequila, jugo de lima recién exprimido (o de limón, que no es un ingrediente oficial de Margarita) y Cointreau triple sec. El libro tomó prestado mucho de la composición previa de cócteles de Tarling, los cócteles aprobados de UKBG, que contenían bebidas desarrolladas por miembros del gremio.

## Edición de facsímil
Solo hubo una impresión de la edición original del libro, y las copias se han vuelto difíciles de encontrar. En 2008, UKBG, Universal Exposition of Wines and Spirits y Mixellany Limited reprodujeron una edición facsímil.

## Ilustraciones
El libro original fue ilustrado por Frederick Carter, Asociado de la Royal Society of Etchers, Grabadores e Ilustradores de Bradford.